# Nestes
Els nestes (en llatí nesti o nestaei, en grec antic Νέστοι, Νεσταῖοι) eren un poble d'Il·líria que vivia a la vora del riu Nesti, que s'ha identificat amb l'actual riu Kerka. La seva capital es deia també Nesti. En parlen Escílax de Carianda, Artemidor d'Efes i Esteve de Bizanci.